# Jaromír Weinberger
Jaromír Weinberger (8. ledna 1896, Praha – 8. srpna 1967, St. Petersburg, Florida) byl česko-americký hudební skladatel 20. století.

## Biografie

### Mládí a studium
Narodil se v Praze v české židovské rodině a k hudbě měl blízko již odmala. Skladbu studoval nejprve na Pražské konzervatoři a později v Lipsku u Maxe Regera. Po svých úspěšných studiích se rozhodl odcestovat do USA, kde pracoval rok jako učitel, ale nakonec ho láska k vlasti znovu zavedla do Československa, kde vyučoval v Praze, ale i v Bratislavě. Pobýval také ve Vídni. Od roku 1929 žil střídavě v Badenu u Vídně a v Modřanech u Prahy.

### Skladatelská dráha
Jeho první velký a okamžitý úspěch se dostavil s datem 27. dubna 1927, kdy byla jeho opera Švanda dudák poprvé uvedena v Národním divadle v Praze. Významný úspěch sklidila tato „lidová opera“ i při svých uvedeních v Německu, kde měla premiéru ve Vratislavi (tehdy patřila velká část Slezska k Německu), a to v německém znění, které obstaral Max Brod. Celkově bylo libreto této opery přeloženo do 17 jazyků a byla hrána po téměř celé Evropě a v roce 1931 i v Metropolitní opeře v New Yorku. Švanda dudák se stal jednou z nejpopulárnějších oper meziválečné doby vůbec, jen do roku 1931 bylo toto Weinbergerovo dílo provedeno více než 2000krát ve stovkách operních domů. Oblíbenými orchestrálními kusy se staly polka a fuga z této opery.
Další Weinbergerovy úspěchy následovaly i s operami zkomponovanými mezi lety 1932 a 1937, včetně operety Na růžích ustláno, uvedené v Praze v roce 1932. Weinbergerově kompozičnímu umění se dostalo pozornosti také s jeho orchestrálními skladbami, jako byla po emigraci do USA vytvořená tzv. Lincolnova symfonie (1941) nebo Česká rapsodie z téhož roku. Jeho posledním dílem, které si získalo v Evropě popularitu, byly jeho variace a fuga Pod košatým kaštanem z roku 1939. V nacistickém Německu byla Weinbergerova hudba ale kvůli jeho židovskému původu již krátce po nástupu Adolfa Hitlera k moci v roce1933 umlčena a stejný osud ji postihl i v Rakousku po anšlusu v roce 1938 a v dalších od roku 1939 nacisty okupovaných zemích včetně Československa.

### Emigrace do USA
V roce 1938 se Weinberger rozhodl k emigraci. Nejprve odjel do Francie, poté do Spojených států, kde podnikl v roce 1939 turné. Jako Žid se už do Evropy nemohl vrátit, po roce 1945 trávil v Evropě již jen prázdniny. V roce 1948 získal americké občanství. Ve Spojených státech se Weinbergerovi sice podařilo vybudovat si novou existenci jako učitel hudby a skladatel. Napsal řadu děl na zakázku orchestrů v USA, ale nikdy už nedosáhl úspěchu, jaký měl se svou operou Švanda dudák. Když se ke zklamání nad zmařenými ambicemi a finančním starostem přidala ještě diagnóza nevyléčitelné nemoci (rakoviny mozku), spáchal Weinberger 8. srpna 1967 ve svém domě v St. Petersburgu na Floridě sebevraždu pomocí sedativ. Jeho žena, Jane Lemberger Weinberger (také známá jako „Hansi“), zemřela 31. července 1968.

## Dílo
- Švanda dudák (opera, Praha, 1927)
- Milovaný hlas (opera, Mnichov, 1931)
- Lidé z Pokerflatu (opera, Brno, 1932)
- Jarní bouře (opereta, Berlín, 1933)
- Apropó, co dělá Andula? (opereta, 1935)
- Valdštejn (opera, Vídeň, 1937)
- Kromě toho také jevištní hudba, symfonická díla, komorní a klavírní hudba, skladby pro sbor a písně